# Kornaten

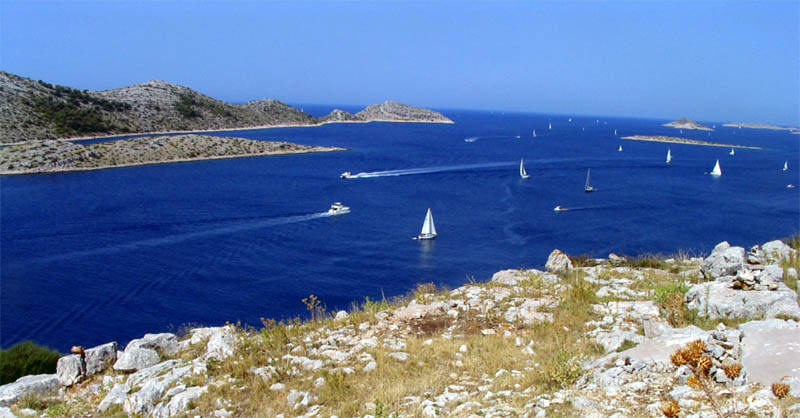
Kornaten

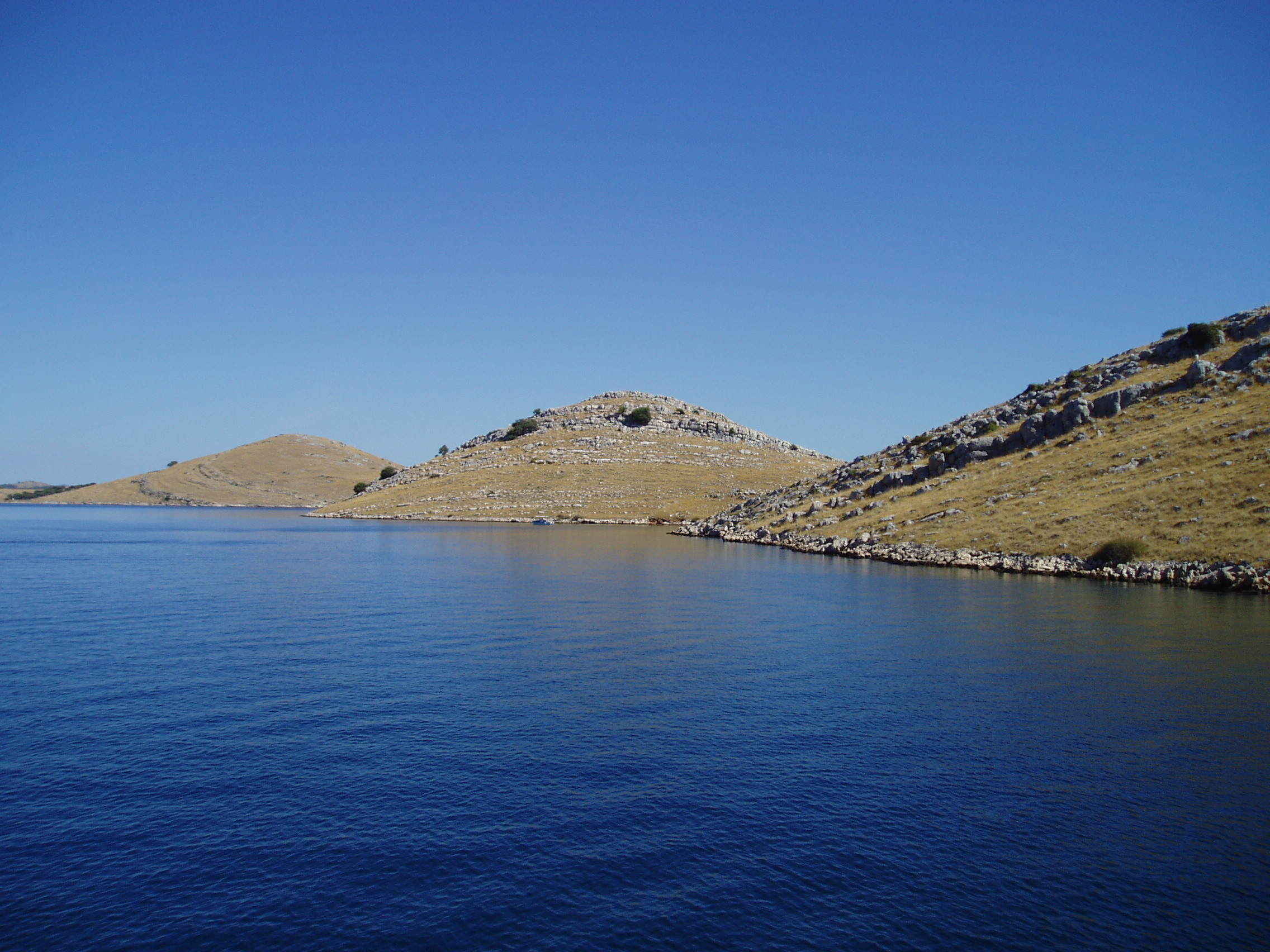
Kornaten

De Kornaten (Kroatisch: Kornati) of de Kornati-archipel is een Kroatische archipel in de Adriatische Zee bestaande uit zo'n 140 eilanden, eilandjes en rotsen. De Kornaten liggen voor de kust van centraal Dalmatië, ten zuiden van de stad Zadar. Geen van de eilanden is bewoond.
De eilandengroep is genoemd naar het eiland Kornat, dat verreweg het grootste is. Dit erg smalle eiland heeft een lengte van 25,2 km en een breedte van 2,5 km.

## Geografie
De Kornaten liggen in een zeegebied ter grootte van zo'n 320 km² en is daarmee de archipel met de grootste dichtheid van de Middellandse Zee. Ze zijn onder te verdelen in de Donji Kornati en de Gornji Kornati, respectievelijk de Lage en Hoge Kornaten. De Donji Kornati, waartoe ook Konat behoort, liggen verder van het vasteland. Het grootste van de Gornji Kornati is Žut, dat tevens het grootste onbewoonde eiland van Kroatië is. Alle eilanden bestaan uit karst.
Direct ten noorden van de Kornaten ligt het eiland Dugi Otok. Bestuurlijk hoort de archipel tot de provincie Šibenik-Knin.

## Nationaal park
Het grootste deel van de Kornaten, bestaande uit 89 eilanden, werd in 1980 uitgeroepen tot het Nationaal Park Kornaten.
Het eiland Kornat beslaat twee derde van de oppervlakte van het park. De meeste landeigenaren komen van het eiland Murter.
Zij hebben eenvoudige huizen aan goed beschutte inhammen, zoals onder andere Vruje, Kravjačica en Lavsa, die als tijdelijke onderkomens dienen.